# François Bouchard (hockey sur glace, 1973)
Pour les articles homonymes, voir François Bouchard et Bouchard.
François Bouchard (né le 8 août 1973 à Brossard, Québec) est un joueur de hockey sur glace canadien.

## Carrière
Le défenseur commence sa carrière en 1991 dans l'équipe junior des Huskies de l'université du Nord-Est. Lors du repêchage supplémentaire en LNH de 1994, le Lightning de Tampa Bay le sélectionne. Mais un an après, il se retrouve avec les Checkers de Charlotte en ECHL.
Il part alors en Europe, dans le championnat finlandais avec le Kärpät Oulu et le Hämeenlinnan Pallokerho. Au cours de la saison 1997-1998, il vient dans l'équipe du Augsburger Panther en Allemagne. En fin de saison, il repart en Finlande au Kärpät Oulu pour une saison. Il va ensuite en Suède au sein du MODO Hockey. En 2001, il devient champion de Suède avec le Djurgården Hockey.
Après ce titre, Bouchard choisit de revenir au Canada et signe pour les Maple Leafs de Saint-Jean en LAH. Pour la saison 2002-2003, le Canadien retourne en Allemagne, où il joue pour l'ERC Ingolstadt. Le manager des Lions de Francfort Lance Nethery le remarque et le fait venir dans son équipe, qui devient championne d'Allemagne en 2004. En 2006, le défenseur s'engage avec les Adler Mannheim, où il devient capitaine adjoint avec Tomáš Martinec derrière René Corbet. Lors de sa première saison dans le Bade-Wurtemberg, il fait le doublé Coupe-Championnat d'Allemagne. À la fin de la saison 2008-2009, son contrat n'est pas renouvelé. Il signe alors un dernier contrat pour les Capitals de Vienne en ÖEL et termine sa carrière en 2011.

## Palmarès
- 2001 : Champion de Suède avec le Djurgården Hockey.
- 2004 : Champion d'Allemagne avec les Lions de Francfort.
- 2007 : Champion d'Allemagne avec les Adler Mannheim.
- 2007 : Coupe d'Allemagne avec les Adler Mannheim.

## Après-carrière
Il a obtenu son MBA à l'Université Northeastern à Boston en 2011.
Il a d'ailleurs travaillé pour Hockey Canada de 2014 à 2020. 
Il est présentement le directeur général du Complexe sportif CN à Brossard, centre d'entrainement des Canadiens de Montréal.